# José Espeliú
José Espeliú, né José Espelius Anduaga, né en 1874 et mort le 17 octobre 1928 à Saint-Sébastien, est un architecte et professeur espagnol actif à la fin du XIXe siècle et au début du XXe siècle.
Il est considéré comme l'un des plus importants représentants de l'architecture néo-mudéjar, grâce à son projet de l'arène de Las Ventas, construite à Madrid dans les années 1920. Il a aussi été défini comme un « architecte de la bourgeoisie ploutocratique madrilène ». On lui attribue un style moderniste avec des influences de l'éclectisme et d'un style afrancesado.

## Biographie
Il termine son cursus scolaire à l'École de Madrid en 1898. Il collabore dès ses débuts avec l'asturien Manuel del Busto (es), compagnon d'études.
Il meurt en 1928 à Saint-Sébastien des suites d'une angine de poitrine, alors qu'il était en voyage. Il est enterré au cimetière Saint-Isidore.

## Œuvre
Ses influences sont les courants historicistes et régénérationnistes qui surgissent au tournant du XIXe siècle avec la crise de la Guerre hispano-américaine. Son style a donc un caractère national très marqué, mais est également très influencé par le régionalisme sévillan, qui utilise la brique et la céramique.
Il est considéré comme l'un des plus importants représentants de l'architecture néo-mudéjar, grâce à son projet de l'arène de Las Ventas, construite à Madrid dans les années 1920 avec l'aide de son ami le torero Joselito, et qu'il n'a pas eu le temps de voir terminée (en 1931 par son collaborateur Manuel Muñoz Monasterio). Cette œuvre se caractérise par l'utilisation de la brique découverte et des arcs outrepassés, typiques de ce style.
Il se consacre à construire de nombreux édifices de résidences madrilènes, en réalisant notamment le projet et la construction du quartier ouvrier de la Reina Victoria dans la Carretera de Extremadura aux côtés de Luis María Cabello (1905-1906).
Il participe à la construction d'œuvres telles que le Cine Royalty (1913), le Cine Ideal (es) (1915), le Théâtre Reine Victoria (1916), et le ministère de la Marine (1917-1925) — finalisé par Francisco Javier de Luque (es) et qui héberge actuellement le quartier général de l'Armada, —, le Teatro Muñoz Seca (es) (1920-1922) ou encore l'édifice du numéro 32 de la rue Goya,.
Il a notamment collaboré avec d'autres architectes tels que Vicente Agustí Elguero (es) et Manuel del Busto (es).

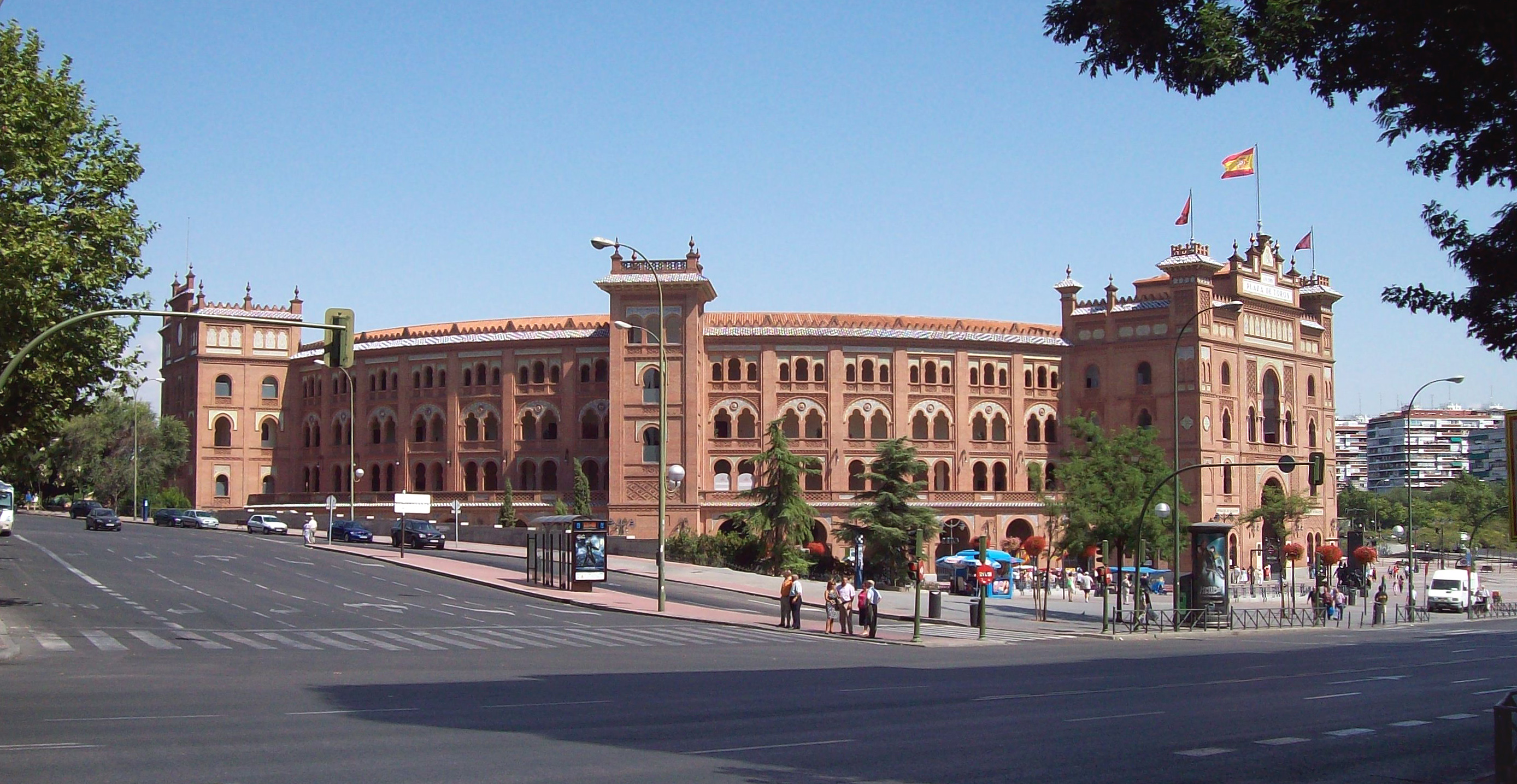
Las Ventas
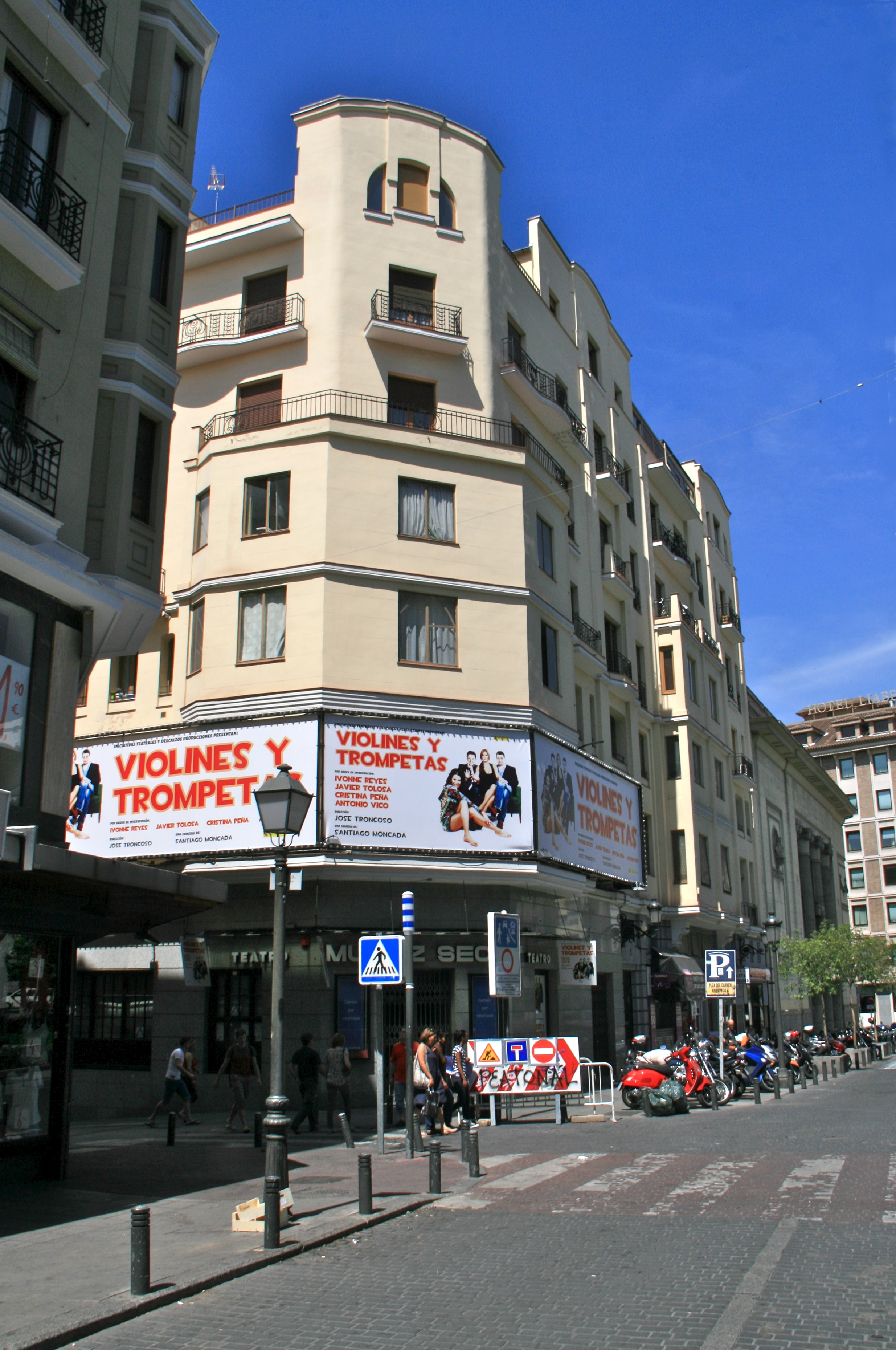
Teatro Muñoz Seca (es)
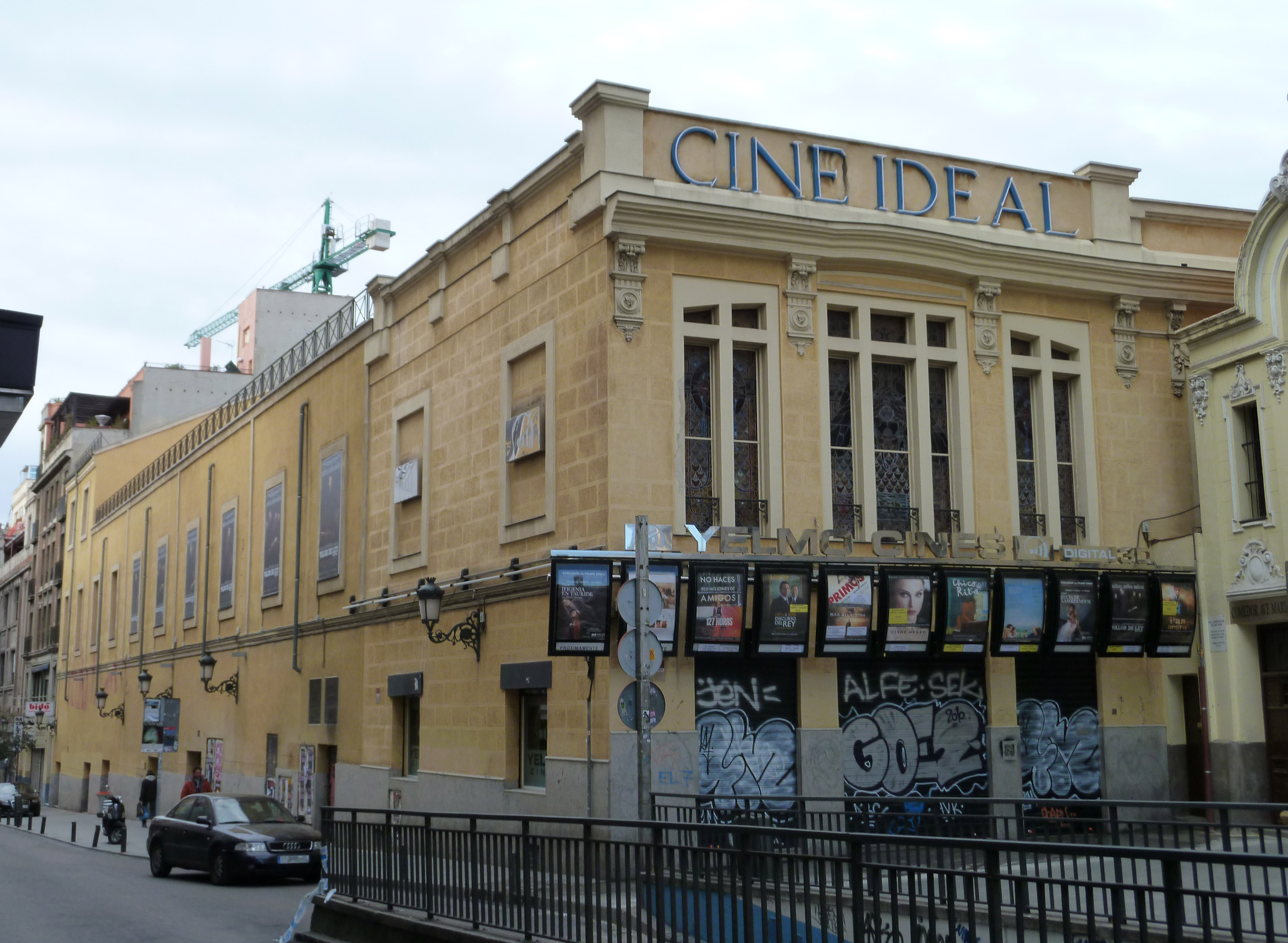
Cine Ideal (es)
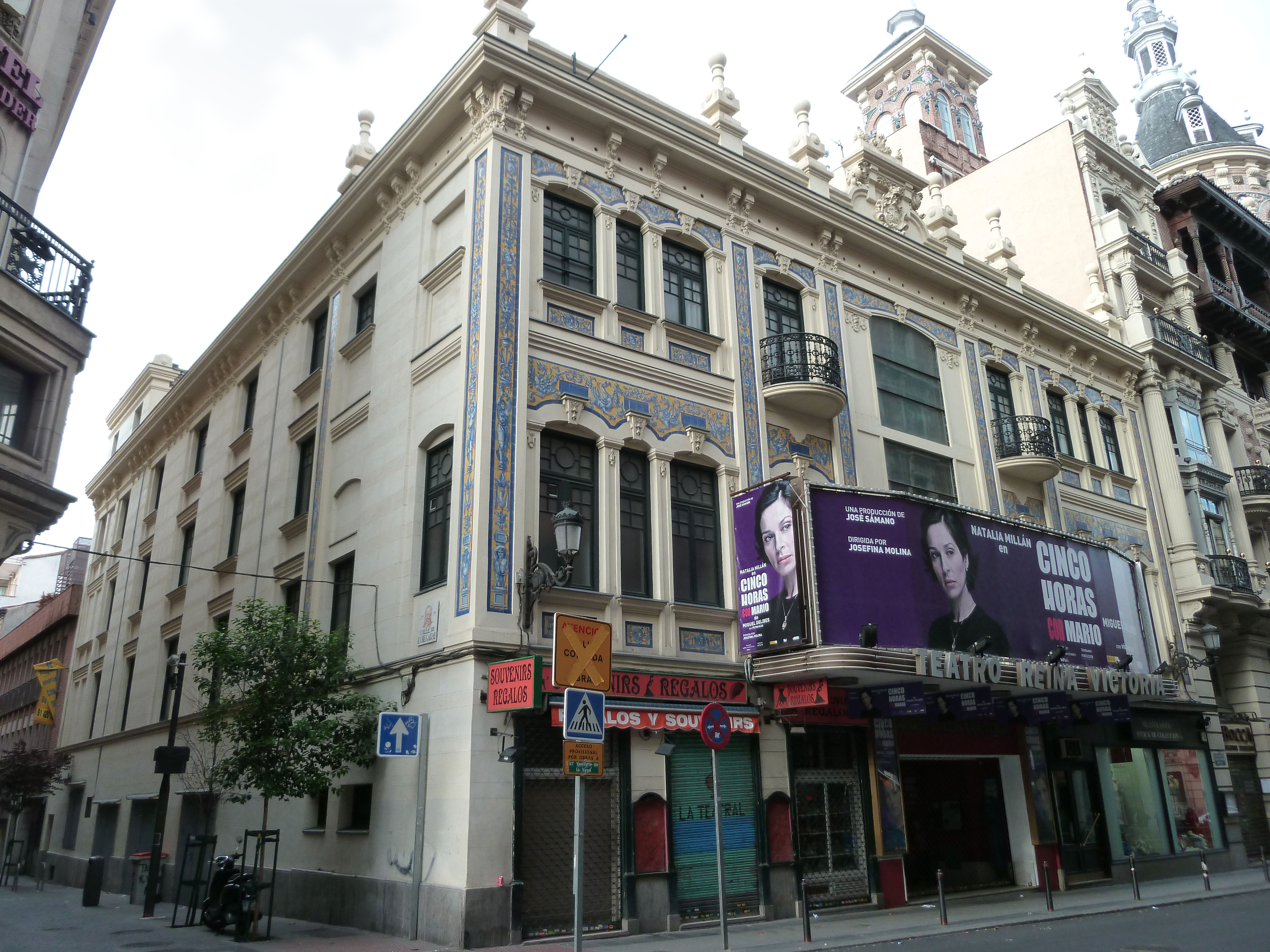
Théâtre Reine Victoria
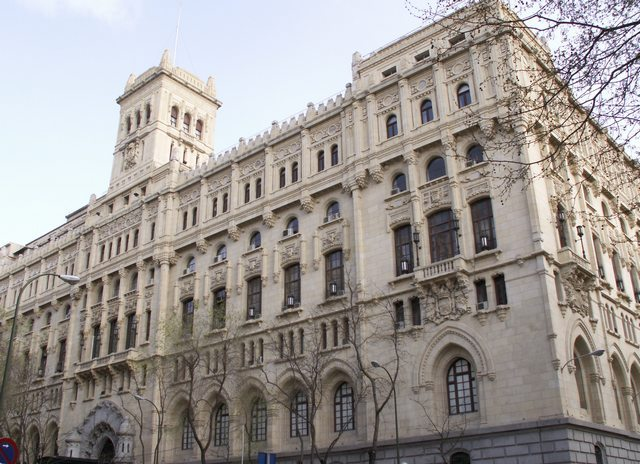
Ministère de la Marine